# ヨハン・アダム・オシアンダー
ヨハン・アダム・オシアンダー（Johann Adam Osiander、1622年11月3日 - 1697年10月26日）は、ルター派のドイツ人神学者。ファイヒンゲン・アン・デア・エンツで生まれる。テュービンゲンにて死去。

## 生涯
古くからのプロテスタント牧師の家系で、執事の職にあったヨハン・バルタザール・オシアンダーとその妻カタリーナ（旧姓：ハルトマン）との間に生まれる。高祖父アンドレーアス・オシアンダーは宗教改革者として有名であり、曾祖父ルーカス・オシアンダー1世はヴュルテンベルクの宮廷説教師であった。また祖父のヨハン・オシアンダー（1564 - 1626）はアーデルベルク修道院の修道院長であり、教区総監督であった。
故郷の学校に通った後、1639年にテュービンゲン大学で哲学の基礎を学び、1642年、哲学の大学教員資格の学位を取得。その後メルヒオール・ニコライ、ヨハン・ウルリヒ・プレギツァーと共に神学の研究に専念し、1647年にはシュトゥットガルトの副牧師になった。また執事としてゲッピンゲン、1653年にはテュービンゲンで同じく執事として研究を続ける。1656年、神学の博士号を取得。同年ギリシャ語と神学の員外教授になる。
1660年、神学の正教授に昇進。1680年にはテュービンゲン大学の事務局長に就任し、さらにテュービンゲンの参事会教会の連合監督教区長になる。テュービンゲン大学ではオシアンダーは長年の間大学の運営に携わった。神学部の学部長を何度も務め、また学長を三度、そして学長代理を二年半の間務めた。
1697年10月26日心筋梗塞により、テュービンゲンにて死去。同年10月28日、同地に埋葬された。享年75歳。

## 活動
大学での長い教育活動の中で、神学と哲学に関するおよそ270もの講義を受け持ち、特に新約聖書のギリシャ語釈義の科目を担当した。同時代の人々によって世紀の一級神学者の一人として評価され、「ルター派教会の目」と称された。オシアンダーの講義にはたくさんの国々から学生たちが押し寄せ、特にスウェーデンから多数の学生が集まった。しかし、独創的な活動を行なうことは一切なく、テュービンゲン人古来の自負を堅持し、謬説は断固として論駁した。
敬虔主義者フィリップ・ヤーコプ・シュペーナーと友好関係にあったが、オシアンダー自身はあくまで、論争することに学術的・神学的な教育活動の重点を置くルター派正統主義者であった。そのため講義の中でも、新約聖書の各書を扱うのではなく、専ら釈義が困難な箇所（loca difficiliora）について講義した。これは、そのような箇所こそ論敵を打ち負かすのに最適だからであった。オシアンダーがデカルト哲学の隆盛や、カトリックとプロテスタント各派の和解を目指す動きに対して否定的であった事は、彼の信条上当然の振る舞いであった。

## 家族
オシアンダーは生涯に三度結婚している。1650年にアンナ・マクダレーナ・シュッパーと最初の結婚をし、八人の子供を授かった。次に1689年4月18日に、アンナ・マリア（1696年10月没）（宮廷裁判弁護人ヨハン・ゲオルク・ベールの未亡人であった）と結婚。子どもはいなかった。1697年4月8日に、アガーテ・クリスチアーネ（人質としてフランスの捕虜となり、メッスで亡くなった高位聖職者ヨハン・ルートヴィヒ・ドレーアー・フォン・ヒルサウの未亡人であった）と三度目の結婚をした。子どもはいなかった。
オシアンダーの子どものうち、以下の者は名が知られている。
- アンナ・マクダレーナ・オシアンダー（生没年未詳）─ 神学者ヨハン・ヴォルフガング・イェーガー（1647 - 1720）の妻となる。
- カタリナ・マガレタ・オシアンダー（父よりも早くに死去）─ アエギディウス・アダム・ツィンケの妻となる。
- ヨハネス・オシアンダー（1657 - 1724）─ 神学者。
- ヨハン・アダム・オシアンダー（1659 - 1708）─ 医学者。
- カタリーナ・オシアンダー（生没年未詳）─ シュトゥットガルトのギムナジウム講師。トビーアス・モイラー（1648 - 1725）の妻となる。

## 著作
- Theologia moralis. 1671.
- Observationes Maximam partem Theologicæ In Libros Tres De Jure Belli Et Pacis,Hugonis Grotii. 1671.
- Theologia casualis. 1682.
- De iure circa sacra, et in specie de iure reformandi. 1682.
- Collegium systematicum theologiae universae. 1686.
- Commentarius in Pentateuchum. 1676.
- Commentarius in libros Josue-Samuelis. 1682.
- Collegium Anti-Cartesianum. 1684.